# Diakovári csata
A diakovári csata [dzsákóvári] más néven djákóvári csata, gorjáni csata (horvátul Bitka kod Đakova, németül Schlacht bei Djakowar, vagy Schlacht bei Gorjan) az oszmán-törököknek a osztrák-magyar-horvát-német-cseh sereg felett aratott győzelme 1537. október 9-én a ma Horvátországban található Diakovár mellett, Gorjan közelében, Eszéktől 37 km-re, a mai bosnyák határ mellett.

## Előzmények
A horvát rendek már Mohács előestéjén az ausztriai Habsburgok mellett kötelezték el magukat, s akikhez évszázadokon át hűek maradtak. Horvátország a törökök ellen 1526 után is folytatta a harcot, majd egy újabb front nyílt Szlavóniában, mely Szapolyai János hűségén maradt, kivel szemben magyar királynak Habsburg Ferdinándot választották meg.
A bosnyák és török hadak 1527-ben elfoglalták Jajcát, majd I. Szulejmán 1529-ben nagy török sereggel, oldalán a moldvai vajda és a szerbek segédhadaival elindult a császárváros meghódítására, de az ostrom sikertelen maradt, amivel Szulejmán első látványos külpolitikai kudarcát szenvedte el. Ekkor fogott bele a szultán Magyarország (és Horvátország) fokozatos megszállásába, s e célnak megfelelően a meghódított Délvidéken erős bázisokat alakított ki, amik a Dunántúl, Szlavónia és az Alföld régióiban terjesztették ki a hódoltságot. Szlavónia eddigre már a Habsburgok mellé állt, de Szapolyai a rendeket csatlakozásra szólította fel, ha el akarják kerülni török uralmat. Ennek az intésnek látszott nyomatékot adni az, hogy Mehmed szendrői bég és Jahjaoglu pasa vezetésével az oszmánok bevették Pozsegát, és szandzsákot csináltak belőle. Ugyancsak török kézbe került a dalmáciai Klissza, ami az előző háborúban két török támadást vert vissza.
Bécs eddig a nagyobb török seregekkel való közvetlen nyílt összecsapást kerülni igyekezett, de most 1537-ben cselekvésre szánta el magát, hogy véglegesítse magyarországi igényeit. Ezért sereget vont össze Eszék visszavételére, melyet a törökök még 1526-ban foglaltak el. Hosszú idő óta először az év szeptemberében egy nagy létszámú haderőt állítottak fel, mely a német birodalmiakból és az osztrák tartományokból (alsó-ausztriai, karintiai, valamint tiroli) toborzott csapatokon kívül cseh, magyar és horvát egységekből, néhány szerbből, azonkívül olasz zsoldosokból állt össze, de a tiroli egységek soraiban is igen sok olasz szolgált. A horvátok, magyarok és szerbek legfőképp a könnyűlovasságot alkották. Az 5000 nehézlovas, 7000 könnyűlovas és 12 000 gyalogos vezetését Johann von Katzianer zsoldosvezér vezetésére bízták és Dél-Stájerországból (ma Szlovénia) Szlavóniába irányították.
Ferdinánd reményei szerint, ha ebben a hadjáratban legyőzi a törököket, akkor térdre kényszerítheti Szapolyait is. Okot pedig a háború felújítására bőven szolgáltatott, hogy a bosnyák pasák megszegve a fegyverszüneti egyezményt rendszeresen betörtek a horvát területekre.
Von Katzianer kezdetben diadalmasan nyomult előre, a törökök hosszú ideig kitértek az összecsapás elől. A császári hadvezér olyan tervet szőtt, hogy visszafoglalja Nándorfehérvárat, s hadjáratával megoltalmazza Itáliát egy török támadástól. De rövidesen komoly problémákkal kellett szembesülnie.

A korábbi török támadások miatt az országrész jelentős pusztításokat szenvedett, emiatt von Katzianer helyből nem tudott élelmet és takarmányt beszerezni, a hadvezetéstől is csak lassan jött az utánpótlás. Az eddig jobbára nyugati frontokon közreműködő von Katzianer Magyarországon nem fitogtathatta tehetségét, hiszen az itteni viszonyok teljesen idegenek voltak minden nyugati zsoldosvezér előtt. Bár II. Lajos idején vezette a horvát-bosnyák végeket, de nem szerzett elég tapasztalatot a törökök harcmodoráról. Jól tudta azonban, hogy az élelemre nagy szükség van az állatok és a katonák hadrafoghatóságának megőrzéséhez. Így a sereg lassabb iramban haladt, hogy az utánpótlás beérje őket. De ez elég időt adott Mehmed bégnek, hogy Boszniából Eszékre csoportosítson át egy ötezer fős sereget a körülbelül háromezer fős helyőrség megerősítésére, mielőtt még von Katzianer odaér. A várat 1526-ban a szulejmáni sereg feldúlta és megszállta, de a szultán később felismerte stratégiai fontosságát, ezért az elmúlt időszakban alaposan megerősítették.
Von Katzianer nem számított arra, hogy hosszabb ostromra kerül sor, s reménykedett, hogy a várat hamar be tudja venni, ezért nem is hozott faltörésre alkalmas ostromágyúkat, ez súlyos stratégiai tévedésnek bizonyult. Mivel a vár török erősítést kapott és a rendelkezésre álló tábori ágyúk teljesen alkalmatlanok voltak a várvívásra, ezért öngyilkosság lett volna megrohamozni a várat, s katonáit már tizedelte az éhség és a betegség.

## A csata
A német parancsnok dilemma előtt állt, s képtelen volt határozott döntést hozni. Még napokig Eszék alatt táborozott, noha az ostrom hiábavaló áldozatnak tűnt. Végül visszavonulásra szánta el magát és a törökök üldözni kezdték seregét szpáhikkal, akindzsikkel és egyéb várbeli lovasokkal. A császáriak visszavonulását a környékbeli járhatatlan utak még jobban megnehezítették, így nem kerülhették el a törökök rajtaütését.
A várbéli török lovasság igen jelentős előnyben volt a nyugati sereggel szemben harcmodort tekintve (portyázásban, várból való kitörésben, őrjáratozásban). Az idegen katonákat félelembe hozta a törökök ezen szokatlan harcmodora, egyedül csak a sereg horvát és magyar lovasai voltak azok, akik több bátorságot tanúsítottak az üldözők elleni harcban.

Útközben rendszeresekké váltak az összecsapások a német hátvédek és a török támadók között. Az egyik összecsapásban elesett Bakith Pál, egykori szerb vajda, a magyar-horvát erők vezetője, aki a portyázó hadviselés mestere volt. Bakithba von Katzianer nagy bizalmat helyezett, nélküle csapatai hadfelszerelését nem tudta megvédeni a törököktől.
A sereg Diakovárhoz érkezett október 9-én és Gorjanon át Valpó felé haladt, hogy ott meghúzhassa magát. Ekkorra a katonák már mind kimerültek voltak és még vérhasjárvány is sújtotta a csapatokat. Minthogy már a törökök elleni védekezésre a nyílt terepen képtelen volt, ezért a vezér martalékul hagyta a törököknek ágyúit és poggyászát. A csata előtt nem sokkal pánik lehetett úrrá rajta és menekült a seregétől. A magára maradt sereget a törökök beérték és megtámadták. Először az Albert von Schlick vezette csehekre csapott rá az ellenség. A csehek a támadás következtében elmenekültek, ugyanúgy Johann von Ungnad német hadtestjei, akiket a csehekkel egy időben ért a török támadás. Néhány parancsnok még megpróbálta megszervezni a védekezést, de a császáriakon pánik lett úrrá. Legtovább a horvát-magyar lovasság tartott ki, de hősies önfeláldozásuk hiábavaló volt. A hátra maradt alakulatokat harcban lekaszabolták, vagy foglyul ejtették a törökök, s ezzel teljesen megsemmisítették a Habsburg sereget.

## További események
A vereség hírét október 16-án juttatták el Bécsbe, amit később az „osztrák Mohács”-nak neveztek el.
A háború ezután már csak egy évig tartott. 1538-ban Szapolyai és Ferdinánd Váradon titkos békeszerződést kötött egymással, amelyben elismerték egymás királyságát a megszállt területeken, és Szapolyai ígéretet tett, ha nem lesz törvényes fiú utóda, akkor Ferdinánd kapja az egész országot.
A szultán előtt ezt a békeszerződést mindenképpen titokban kellett tartani, mert Szulejmán nem akarta, hogy az osztrákok szerezzék meg a magyar területeket.
Szapolyai viszont meggondolta magát. 1539-ben megnősült, Jagelló Izabellát, Zsigmond lengyel király leányát vette el, és amikor feleségétől 1540-ben fia született, a szerződéssel ellentétben őt tette meg utódának. Végrendeletében úgy vélte, hogy a szultánban hasznosabb bízni mint a Nyugatban. Ez az elképzelés hosszabb távon megbosszulta magát. A szerződésszegésről értesülő Ferdinánd személyes követe útján elárulta a szultánnak a titkos váradi szerződés meglétét. A béke felrúgása elvezetett Buda várának 1541-es török megszállásához, később az ország három részre hullásához. Az ezt követő szakadatlan török elleni háborúk mérhetetlen szenvedést zúdítottak az ország népére, megváltoztatva a nemzetiségi összetételt, amelynek súlyos következményei a 20. században mutatkoztak meg.